# Primera División de Uruguay 1901
Uruguay Association Foot-ball League 1901 var den andra säsongen av Uruguays högstaliga i fotboll. CURCC lyckades försvara sin titel som seriesegrare från föregående års mästerskap. Ligan spelades som ett seriespel där samtliga lag mötte varandra vid två tillfällen. Totalt spelades 20 matcher med 64 gjorda mål.  Juan Pena (CURCC) vann skytteligan med sex mål.

## Deltagande lag
Fem lag deltog i mästerskapet. Nacional och Deutscher spelade på samma arena och samtliga lag spelade i Montevideo.
| Klubb            | Arena (kapacitet)                               |
| ---------------- | ----------------------------------------------- |
| Albion           | Parque "Dr. Enrique Falco Lichtemberger" (2000) |
| CURCC            | Villa Peñarol                                   |
| Deutscher        | Estadio Gran Parque Central                     |
| Nacional         | Estadio Gran Parque Central                     |
| Uruguay Athletic | Cancha de Punta Carretas                        |

## Poängtabell
| Nr | Lag ( )          | S | V | O | F | GM | IM | MS  | P  |
| -- | ---------------- | - | - | - | - | -- | -- | --- | -- |
| 1  | CURCC            | 8 | 7 | 1 | 0 | 30 | 4  | +26 | 15 |
| 2  | Nacional         | 8 | 5 | 2 | 1 | 15 | 8  | +7  | 12 |
| 3  | Uruguay Athletic | 8 | 3 | 1 | 4 | 11 | 16 | −5  | 7  |
| 4  | Deutscher        | 8 | 1 | 1 | 6 | 5  | 19 | −14 | 3  |
| 5  | Albion           | 8 | 1 | 1 | 6 | 3  | 17 | −14 | 3  |